# Кацпер Плажинський
Кацпер Мацей Плажинський (пол. Kacper Maciej Płażyński; нар. 10 травня 1989, Гданськ) — польський урядовець і адвокат, з 2018 по 2019 рік радник міста Гданськ, депутат Нижньої палати (Сейму) Польщі 9-го терміну. Син Мацея Плажинського. Учасник Форуму Вільних Народів Постросії.

## Біографія

### Освіта та професійна робота
Кацпер Плажинський випускником початкової школи № 74 імені Кардинала Кароля Войтили в Гданську та середньої школи № 2 імені Болеслава I Хороброго в Сопоті. Отримав ступінь магістра права на факультеті права та адміністрації Гданського університету . Чотири роки співпрацював з провідними юридичними фірмами Трай-Сіті. У 2017 році став менеджером компанії «Енерга», де відповідав, за розробку нової моделі корпоративного управління. Він керував власною юридичною фірмою в центрі міста Гданськ, яка спеціалізувалась на цивільних та комерційних справах.

### Політична кар'єра
Після парламентських виборів 2015 Кацпер Плажинський став членом партії «Право і справедливість». Критикував політику мера Гданська Павла Адамовича та запропонував, серед іншого, скасувати плату за паркування в районі Бжезно. 26 квітня 2018 президент ПіС Ярослав Качинський оголосив, що Кацпер Плажинський буде кандидатом від партії на посаду мера Гданська на місцевих виборах 2018. Його передвиборчим гаслом було «Гданськ нашої мрії». У другому турі цих виборів він програв Павлу Адамовичу, отримавши підтримку 35,2 % (70 432 голоси). На цих же виборах він також балотувався до міської ради Гданська, отримавши 9794 голоси та мандат радника 8-го терміну. Він став членом комітету стратегії, бюджету та просторового розвитку міської ради Гданська. Крім того, він став головою клубу радників «Право і справедливість» у міській раді Гданська.
На парламентських виборах у 2019 році балотувався до нижньої палати (Сейму) Польщі у виборчому окрузі Гданська з другого місця в списку «Право і справедливість». Він отримав депутатський мандат, отримавши 89 384 голоси. 24 жовтня 2019 року Казімєж Коралевський приступив до виконання обов'язків голови клубу радників «Право і справедливість» у міській раді Гданська. 13 листопада 2019 року Плажинський став членом Комітету у справах Європейського Союзу, який він очолює з 2022, Комітету морської економіки та внутрішнього судноплавства (заступник голови з 2021) та Комітету зв'язків із поляками за кордоном.
У 2019 році Кацпер Плажинський був членом Ради Європейського центру солідарності. У вересні 2019 року він вийшов з Ради ECS через опозицію до політизації святкування річниці серпня 1980 року
У 2022 Кацпер Плажинський брав участь у Форум Вільних Народів Постросії.

## Соціальна активність
Кацпер Плажинський належить до кількох об'єднань, які, серед іншого, займаються плеканням пам'яті про героїв антикомуністичної опозиції Об'єднання «Гідність». Він також є ініціатором створення Соціального комітету «Gedania — STOP беззаконня в історичних районах», метою якого є відновлення історичних районів спортивного клубу Gedania для мешканців Гданська як місця для занять спортом та символ діяльності поляків у Вільному місті Гданську.
У рамках безоплатної правової допомоги він захищає слабших, наприклад, представляє інтереси мешканців багатоквартирного будинку, проданого разом з орендарями приватному інвестору, несправедливо звільненого працівника торговельної мережі Biedronka, водіїв у вул. так званий паркувальний скандал.

## Особисте життя
Плажинський є сином колишнього спікера польської нижньої палати (Сейму) Республіки Польща Мацея Плажинського, який загинув у Смоленській катастрофі в 2010 році, та Ельжбети Плажинської, яка є суддею окружного суду в Гданську. Він також є правнуком Максиміліана Плажинського, капітана 1-го кавалерійського полку польських легіонів маршала Юзефа Пілсудського. У нього є двоє братів і сестер: Якуб (1984 р.н.) і Катажина (1986 р.н.).
Він одружений з Наталією Нітек-Плажиньською, з якою одружився у 2018 році в базиліці Святої Марії. У пари двоє дітей. Католик.

## Результати виборів
| Вибори   | Виборча комісія                         | Виборча комісія        | Виборчий орган | Виборчий округ    | Результат         |
| -------- | --------------------------------------- | ---------------------- | -------------- | ----------------- | ----------------- |
| 2018 рік |                                         | Закон і справедливість | Мер Гданська   | –                 | 62 594 (29,68 %)✗ |
| 2018 рік | 70 432 (35,20 %)✗                       | Закон і справедливість | Мер Гданська   | –                 |                   |
| 2018 рік | Міська рада Гданська                    | Закон і справедливість | немає. 2       | 9 794 (20,56 %)✓  |                   |
| 2019 рік | Нижня палата Польщі (Сейм) 9-го терміну | Закон і справедливість | немає. 25      | 89 384 (16,90 %)✓ |                   |